# Come trovare un amico e mettersi nei guai
Come trovare un amico e mettersi nei guai è un film televisivo del 2000, diretto da Rusty Cundieff.

## Trama
Spin Evans è un ragazzo dotato di una grossa immaginazione che spesso mette in imbarazzo i genitori accusando di sabotaggio i vicini di casa. Un giorno il ragazzo stringe amicizia proprio con Marty Markham, il figlio dei vicini, ed insieme a lui vivrà una serie di fantastiche avventure...

## Produzione
Tratto dal romanzo The Undertaker's Gone Bananas di Paul Zindel, il film ripropone in chiave moderna Spin e Marty, protagonisti di alcune serie televisive trasmesse negli anni '50 all'interno del programma Il club di Topolino. Tim Considine e David Stollery, allora protagonisti di quelle serie recitano un piccolo cameo nel film.